# دیوان بین‌المللی دادگستری
دیوان بین‌المللی دادگستری که به‌نام دادگاه بین‌المللی شناخته می‌شود، رکن قضائی اصلی سازمان ملل متحد است که ستاد آن در کاخ صلح شهر لاهه در کشور هلند واقع شده‌است. به اختلافات حوزه حقوق بین‌الملل میان کشورها رسیدگی می‌کند. همچنین ارائه نظر مشورتی در پاسخ به سوالات حقوقی سازمان‌های بین‌المللی، آژانس‌های تخصصی سازمان ملل و مجمع عمومی سازمان ملل متحد از وظایف اصلی این دیوان است که از آن به‌عنوان صلاحیت مشورتی یاد می‌شود، این یکی از شش ارگان سازمان ملل متحد است.
زبان‌های رسمی این دیوان فرانسوی و انگلیسی هستند. این دیوان ۱۵ قاضی سرشناس دارد که با نظر مشترک مجمع عمومی سازمان ملل متحد و شورای امنیت سازمان ملل متحد مشترکاً برای نُه سال انتخاب می‌کنند. هر سه سال پنج کرسی قضاوت خالی می‌شود و پنج قاضی دیگر به جمع قضات اضافه می‌شوند. اساسنامه دیوان بین‌المللی دادگستری بخش جدایی‌ناپذیر از منشور ملل متحد است و از اجزای اصلی نظم حقوق موضوعهٔ بین‌المللی به‌شمار می‌آید. دیوان بین‌المللی دادگستری رکن قضایی سازمان ملل متحد محسوب می‌شود.

## تاریخچه
تاکنون دو بخش از قوه قضائیه، عهده‌دار حل اختلافات بین‌المللی شده‌اند؛ نخست، دیوان دائمی دادگستری بین‌المللی بود که در ۱۹۲۰ (میلادی) توسط جامعه ملل ایجاد و در ۱۸ آوریل ۱۹۴۶ (میلادی) با انحلال جامعه ملل این دیوان هم منحل شد. این دیوان نشست‌های خود را در کاخ صلح لاهه برگزار می‌کرد. دیوان بین‌المللی دادگستری بلافاصله پس از انحلال دیوان دائمی جایگزین آن شد و هم‌اکنون نیز به کنش خود ادامه می‌دهد. اساسنامه دیوان بین‌المللی دادگستری همان اساسنامه دیوان دائمی است و حتی آئین دادرسی دیوان دائمی هم بدون هیچ‌گونه تغییر اساسی گرفته شد. در سال‌های بعد، قواعد تازه آئین دادرسی توسط دیوان بین‌المللی دادگستری اتخاذ شده اما اساسنامه دیوان تغییر نکرده‌است.
نخستین جلسه دیوان بین‌المللی دادگستری در آوریل ۱۹۴۶ در لاهه تشکیل شد و نخستین پرونده‌ای که در این دیوان رسیدگی شد، مربوط به تنگه کورفو میان آلبانی و بریتانیا در مه ۱۹۴۷ بود.

## ساختار

### اعضای دیوان
دیوان، رکن قضایی اصلی سازمان ملل متحد است (ماده ۹۴ منشور ملل متحد) و در نتیجه همه کشورهای عضو این سازمان به‌طور خودکار، عضو دیوان بین‌المللی دادگستری می‌شوند و حق رجوع به دیوان را دارند.

### صلاحیت دیوان

#### صلاحیت شخصی
دیوان صلاحیت رسیدگی به این دعاوی را داراست:
- کشورها: فقط کشورها صلاحیت مراجعه به دیوان را دارند (بند ۱ ماده ۳۴ اساسنامه)

۱. کشورهای عضو سازمان ملل متحد به خودی خود قبول کنندگان اساسنامهٔ دیوان بین‌الملل دادگستری هستند (بند ۱ مادهٔ ۹۳ منشور).
۲. کشورهای دیگر که عضو سازمان ملل متحد نیستند، یا نمی‌توانند عضو این سازمان باشند با قبول شرایط شورای امنیت که در قطعنامهٔ ۱۵ اکتبر ۱۹۴۶ (میلادی) شورای امنیت آمده‌است، حق مراجعه به دیوان را دارند.
۳. هر کشوری که عضو سازمان ملل متحد نیست می‌تواند با قبول شرایطی که در هر مورد بر حسب توصیهٔ شورای امنیت توسط مجمع عمومی معین می‌شود اساسنامه دیوان بین‌المللی دادگستری را قبول نماید.
- افراد: علی‌رغم وجود بند ۱ مادهٔ ۳۴ افراد می‌توانند با توسل به اصل حمایت دیپلماتیک از کشور متبوع خود، تقاضای رسیدگی در دیوان نمایند.
- سازمان‌های بین‌المللی: سازمان‌های بین‌المللی به هیچ وجه نمی‌توانند در جهت حل اختلاف خود به دیوان تقاضای رسیدگی دهند. اما بند ۲ و ۳ مادهٔ ۳۴ اساسنامه شرایط و شیوه همکاری بین دیوان و سازمان‌های بین‌المللی را مشخص نموده‌است.[۳]

بند ۲ مادهٔ ۳۴ اساسنامهٔ دیوان بین‌المللی دادگستری:

دیوان مزبور می‌تواند طبق شرایط مقرر در آیین‌نامهٔ خود در مورد دعاوی که به دیوان رجوع شده‌است از مؤسسه‌های بین‌المللی عمومی اطلاعات بخواهند و نیز اطلاعاتی را که این مؤسسات مبتکر به دیوان می‌دهند دریافت خواهد کرد.

بند ۳ مادهٔ ۳۴ اساسنامهٔ دیوان:

هرگاه در ضمن دعوایی که به دیوان رجوع گردیده تفسیر سند یک مؤسسهٔ بین‌المللی عمومی یا تفسیر قرارداد بین‌المللی که به موجب آن سند قبول شده‌است مطرح و مباحثه گردد دفتر دیوان باید صورت‌جلسات کتبی محاکمه را به اطلاع آن مؤسسه برساند.

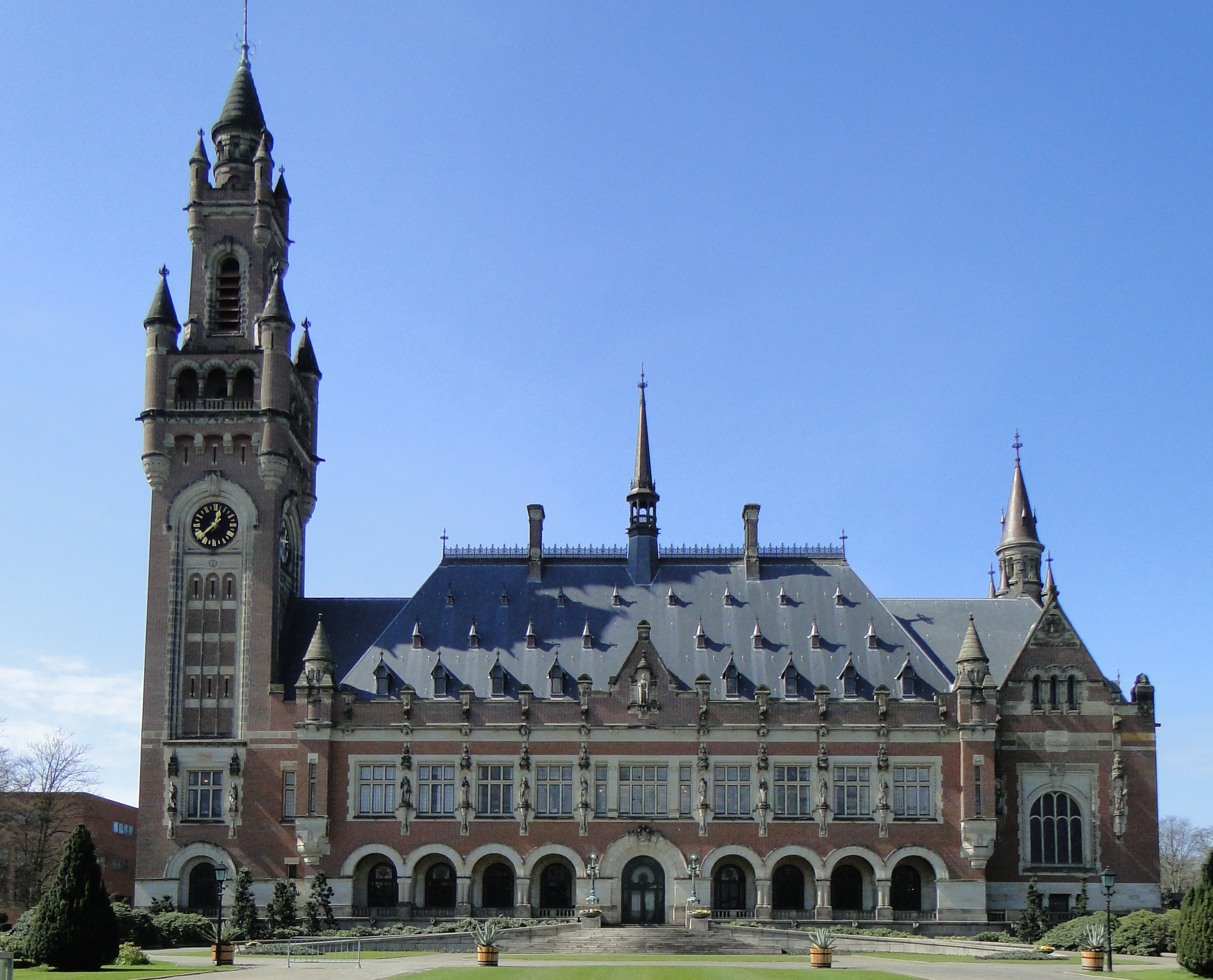
کاخ صلح در لاهه هلند، ستاد دیوان بین‌المللی دادگستری

#### صلاحیت ترافعی
برخلاف آنچه تصور می‌شود، صلاحیت دیوان با صلاحیت محاکم داخلی کشور، بسیار متفاوت است. در حقوق داخلی، دادگاه‌ها، صلاحیت عام دارند و باید همه افراد جامعه در مقابل آن‌ها پاسخگو باشند و آرای دادگاه‌ها نیز به شرط رعایت قواعد شکلی و ماهوی برای همه جنبه الزام‌آور دارد. اما دیوان بین‌المللی دادگستری فاقد چنین ویژگی تعیین‌کننده‌ای است. در کنفرانس سان‌فرانسیسکو که در سال ۱۹۴۵ (میلادی) برای بررسی مسائل مربوط به دیوان تشکیل شد، نماینده ایران، کوشید صلاحیت اجباری دیوان را به دیگر اعضا بقبولاند. هرچند این اقدام با حمایت بسیاری از کشورهای جهان مواجه شد، اما قدرت‌های بزرگ به ویژه ایالات متحده آمریکا و اتحاد جماهیر شوروی سوسیالیستی با آن مخالفت کردند و در نهایت اصل صلاحیت اختیاری دیوان به تصویب عموم رسید.
بر پایه این اصل، صلاحیت دیوان در رسیدگی به هر دعوی مبتنی بر رضایت کشورهای طرف آن دعوی است و نخستین کاری که دیوان باید در هر دعوی به آن رسیدگی کند، احراز این رضایت است.
بنابراین کشورها این حق را دارند که صلاحیت دیوان را به‌طور کلی یا در اختلافات معینی نپذیرند؛ لذا کشورهای طرف دعوی باید در ارجاع موضوع به دیوان، اتفاق نظر داشته باشند و این اتفاق نظر باید طی قرارداد خاصی به دیوان عرضه شود. گاهی نیز کشورها در حین انعقاد قرارداد یا عهدنامه‌ای، شرط ارجاع اختلافات احتمالی به دیوان را می‌گنجانند و به این ترتیب صلاحیت دیوان را برای حل اختلافات احتمالی آینده به رسمیت می‌شناسند.
از آنجا که دو مورد فوق، عملاً حوزهٔ عملکرد دیوان را محدود می‌کند، در بند ۲ ماده ۳۶ اساسنامه دیوان بین‌المللی دادگستری، شرط اختیاری قضاوت اجباری نیز پیش‌بینی شده‌است. بر پایه این شرط، کشورها می‌توانند صلاحیت دیوان را نسبت به مسایل حقوقی در رابطه با هر کشور دیگری که چنین تعهدی را بپذیرد، بشناسند.
به بیان دیگر کشورها می‌توانند با اختیار خود، به دیوان صلاحیت قضاوت اجباری بدهند و نیز این صلاحیت را مشروط به معامله متقابل با چند کشور یا همه کشورها کنند. همچنین کشورها می‌توانند، شرط اختیاری قضات اجباری را به زمان محدودی منحصر کنند.

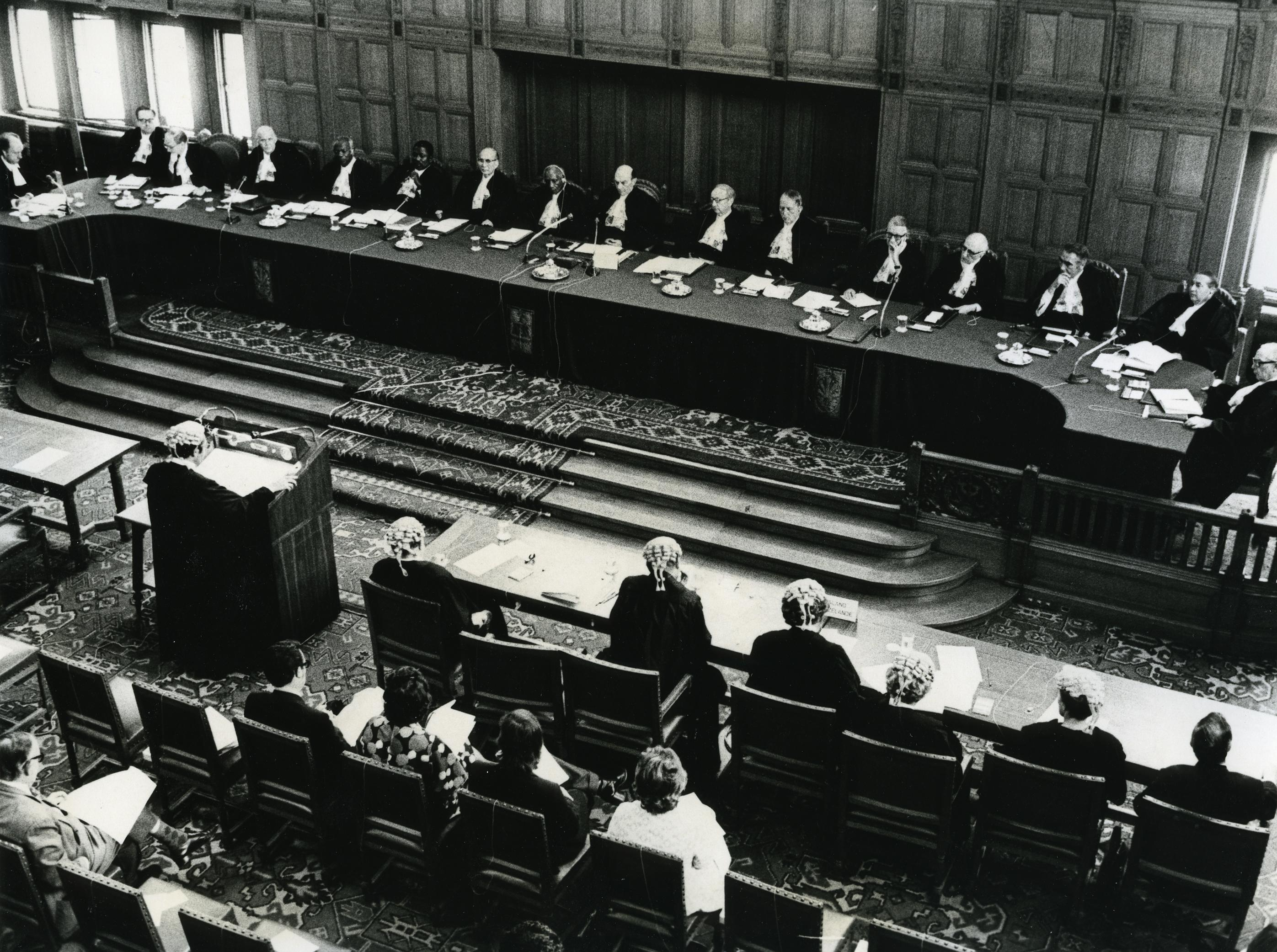
صحن دادگاه در هنگام نشست

### قضات دیوان
| کشورهای عضو سازمان ملل متحد کشورهای عضو بر پایه ماده ۹۳ سازمان ملل متحد اعضای ناظر بدون عضویت |

دیوان از ۱۵ قاضی تشکیل می‌شود. این قضات نباید دارای تابعیت مشابهی باشند. قضات مذکور از میان اشخاصی انتخاب می‌شوند که دارای مشاغل مهم قضایی بوده، یا از حقوقدانان و برجستگان حقوق بین‌الملل هستند. این افراد باید در کشور خود نیز دارای اعتبار معنوی قابل ملاحظه‌ای باشند.
قضات دیوان باید نماینده نظام‌های مهم حقوقی، مهم‌ترین اسلوب‌های قضایی جهان و تمدن‌های بزرگ بشری باشند. نه نماینده دولت‌های خویش (ماده ۹ اساسنامه) بنابراین دولت‌ها حقی در انتخاب قضات ندارند و این افراد تابع دستور کشورهای خویش نیستند. بر پایه اساسنامه دیوان، ترکیب قضات باید بازتاب‌دهنده ویژگی‌های تمدن بشری و نظام‌های حقوقی اصلی جهان باشد. این به آن معنی است که قضاتی از سیستم‌های حقوقی کامن لا، حقوق مدون و حقوق سوسیالیستی (امروزه حقوق پست-کمونیستی) در ترکیب قضات دیوان قرار دارند. هرچند قانونی در این زمینه وجود ندارد اما توزیع متناسب ژئوپولیتیکی قضات همواره رعایت شده‌است.
چهار کشور شوروی (و روسیه)، ایالات متحده، فرانسه و بریتانیا از زمان تأسیس دیوان تاکنون به‌طور پیوسته هر کدام یک قاضی در دیوان بین‌المللی دادگستری داشته‌اند. چین تنها عضو دائم شورای امنیت است که بین سال‌های ۱۹۶۷ (میلادی) تا ۱۹۸۴ (میلادی) هیچ قاضی چینی را برای عضویت در این دیوان معرفی نکرد. قضات از بین خود یک رئیس و یک نایب رئیس انتخاب می‌کنند. برکناری قاضی فقط با رأی همه قضات دیگر ممکن است که تاکنون چنین نشده‌است. چنانچه دولتِ طرفِ اختلاف، فاقد قاضی با ملیت خود در دیوان باشد این حق را دارد که یک قاضی «اد هوک» فقط برای آن مورد خاص تعیین کند. برای نمونه کریم سنجابی در پرونده شکایت بریتانیا از دولت ایران دربارهٔ شرکت نفت ایران و انگلیس از سوی دولت ایران به عنوان قاضی اختصاصی تعیین شد. در این پرونده دیوان با رد شکایت بریتانیا، خود را صالح به رسیدگی ندانست که به معنای موفقیت ایران در پرونده بود. ضرورتی هم ندارد که این قاضی تبعه دولتی باشد که او را برمی‌گزیند. حکم دادگاه با رای اکثریت قضات حاضر در جلسه صادر می‌شود و اگر رای برابر باشد نظر رئیس دیوان تعیین‌کننده است.
انتخاب قضات دیوان در یک پروسه دو مرحله‌ای صورت می‌گیرد:
۱. در مرحله نخست، گروه‌های ملی که در دیوان دائمی داوری عضویت دارند پس از مشورت با مراجع ملی، مانند دادگستری، دانشکده‌های حقوق، کانون‌های وکلا و مانند آنها، ۴ نفر را به عنوان کاندیدا به دبیرکل سازمان ملل متحد معرفی می‌کنند که از این چهار نفر، نباید بیش از ۲ نفر آن‌ها تابعیت مشابه داشته باشند. دبیرکل سازمان ملل، فهرست این کاندیداها را به مجمع عمومی سازمان ملل متحد و شورای امنیت سازمان ملل متحد ارائه می‌کند.
۲. در این مرحله، کاندیداها پس از کسب اکثریت مطلق آرای مجمع عمومی و شورای امنیت، به عضویت دیوان درمی‌آیند. اعضای دائم شورای امنیت در این خصوص نمی‌توانند از حق وتو استفاده کنند (بند ۲ مادهٔ ۱۰ اساسنامه). طول مدت عضویت دیوان ۹ سال است. از آنجا که اگر با پایان ۹ سال، همه قضات دیوان به یک‌باره تغییر پیدا کنند به دوام و پایداری آن لطمه می‌خورد، هر سه سال یک بار، ۵ نفر از قضات با پایان مأموریت ۹ ساله خویش تغییر می‌کنند. (در نخستین دوره پایان مأموریت، ۵ نفر در سه سال اول به قید قرعه صورت گرفت). قضات دیوان غیرقابل عزل هستند. مگر آنکه اعضای دیوان به اتفاق آرا، رأی دهند که یک عضو فاقد شرایط مقرر است. دیوان، دارای یک رئیس و یک نایب رئیس است و نشست‌های آن با حضور ۹ قاضی رسمیت و اعتبار می‌یابد.

دیوان مجاز است به تشخیص خود یا درخواست طرفین، به منظور رسیدگی به موضوع یا دعاوی معین، یک یا چند شعبه تشکیل دهد. احکام این شعب به منزله احکامی خواهد بود که خود دیوان صادر کرده‌است.
تا تاریخ ۱۹ اوت ۲۰۲۳, ترکیب دادگاه به شرح زیر است:
| نام                       | ملیت                | موقعیت     | شروع دوره | پایان دوره |
| ------------------------- | ------------------- | ---------- | --------- | ---------- |
| عبدالقوی یوسف             | سومالی              | عضو        | ۲۰۰۹      | ۲۰۲۷       |
| شو هانچین                 | چین                 | عضو        | ۲۰۱۰      | ۲۰۳۰       |
| پیتر تومکا                | اسلواکی             | عضو        | ۲۰۰۳      | ۲۰۳۰       |
| رونی آبراهام              | فرانسه              | عضو        | ۲۰۰۵      | ۲۰۲۷       |
| محمد بنونه                | مراکش               | عضو        | ۲۰۰۶      | ۲۰۲۴       |
| لئونارد نمر کالدریا برانت | برزیل               | عضو        | ۲۰۲۲      | ۲۰۲۷       |
| جوآن داناهیو              | ایالات متحده آمریکا | رئیسa      | ۲۰۱۰      | ۲۰۲۴       |
| جولیا سیبوتینده           | اوگاندا             | عضو        | ۲۰۱۲      | ۲۰۳۰       |
| دالویر بهانداری           | هند                 | عضو        | ۲۰۱۲      | ۲۰۲۷       |
| پاتریک لیپتون رابینسون    | جامائیکا            | عضو        | ۲۰۱۵      | ۲۰۲۴       |
| هیلاری چارلزورث           | استرالیا            | عضو        | ۲۰۲۱      | ۲۰۲۴       |
| کیریل گئورگیان            | روسیه               | نایب رئیسa | ۲۰۱۵      | ۲۰۲۴       |
| نواف سلام                 | لبنان               | عضو        | ۲۰۱۸      | ۲۰۲۷       |
| ایواساوا یوجی             | ژاپن                | عضو        | ۲۰۱۸      | ۲۰۳۰       |
| گئورگ نولته               | آلمان               | عضو        | ۲۰۲۱      | ۲۰۳۰       |
| فیلیپ گوتیه               | بلژیک               | ثبت کننده  | ۲۰۱۹      | ۲۰۲۶       |
| a برای دوره ۲۰۲۱-۲۰۲۴     |                     |            |           |            |

### آرای دیوان
آرای دیوان تنها نسبت به کشورهای طرف دعوا و در موردی که موضوع حکم بوده‌اند لازم‌الاجرا است (مادهٔ ۵۹ اساسنامه). همچنین آرای صادره از سوی دیوان از اعتبار امر مختومه برخوردار است و قابل تجدیدنظر نیست.
طرفین دعوی مطابق بند ۱ ماده ۹۴ منشور سازمان ملل و ماده ۵۹ اساسنامه دیوان، متعهد به پیروی از آرای دیوان هستند. در صورت بروز اختلاف در معنا و حدود حکم، دیوان، بنا به درخواست هر یک از طرفین، راساً حق تفسیر رأی خود را دارد (مادهٔ ۶۰ اساسنامه). چنانچه کشوری از اجرای تعهداتی که به موجب رأی صادره از دیوان استنکاف کند طرف دیگر حق خواهد داشت به شورای امنیت شکایت کند و شورای امنیت در صورت ضرورت توصیه یا تصمیماتی می‌گیرد (بند ۲ مادهٔ۹۴ منشور).
نکته قابل توجه در این خصوص، این است که اگر یکی از اعضای دائم شورای امنیت در دیوان محکوم شود و به رأی عمل نکند و موضوع به شورا بکشد، آنگاه آن عضو دائم خواهد توانست با استفاده از حق وتوی خود، عملاً رأی دیوان را بلااثر کند و این، به دور از موازین انصاف و عدالت است.

### آیین دادرسی دیوان
آیین دادرسی دیوان در نخستین جلسه آن، در ۱۹۴۶ به تصویب رسید و در سال‌های ۱۹۷۲ (میلادی) و ۱۹۷۸ (میلادی) اصلاحاتی در آن انجام شد. بر پایه آیین دادرسی و اساسنامه دیوان، رسیدگی به هر دعوی، مستلزم سه مرحله کلی خواهد بود:
۱. ابتدا باید دادخواست خواهان دعوی یا موافقتنامه طرفین دعوا به مدیر دفتر دیوان تقدیم و در دفتر مخصوص ثبت شود (مادهٔ ۴۰ اساسنامه).
۲. بخش عمده‌ای از جریان رسیدگی به پرونده به صورت کتبی است. به این صورت که خواهان، خواسته خود را به صورت کتبی تقدیم دیوان می‌کند و دیوان آن را به طرف مقابل (خوانده) می‌فرستد و از او جواب می‌خواهد. این مرحله که تبادل لوایح نامیده می‌شود، ممکن است بسیار طولانی شود و طرفین دعوی بارها به مبادله لایحه بپردازند (ماده ۴۳ اساسنامه).
۳. در مرحله شفاهی وکلا، کارشناسان و نمایندگان طرفین دعوی در جلسه رسیدگی حاضر می‌شوند و به صورت رو در رو با یکدیگر مذاکره می‌کنند (مادهٔ ۴۳ اساسنامه). جلسه رسیدگی دیوان، علنی خواهد بود. مگر آنکه خود دیوان یا طرفین، خواستار غیرعلنی بودن آن باشند (مادهٔ ۴۶ اساسنامه).
پس از این مرحله، قضات دیوان گرد هم می‌آیند تا پس از مشورت با هم رأی خود را صادر کنند.

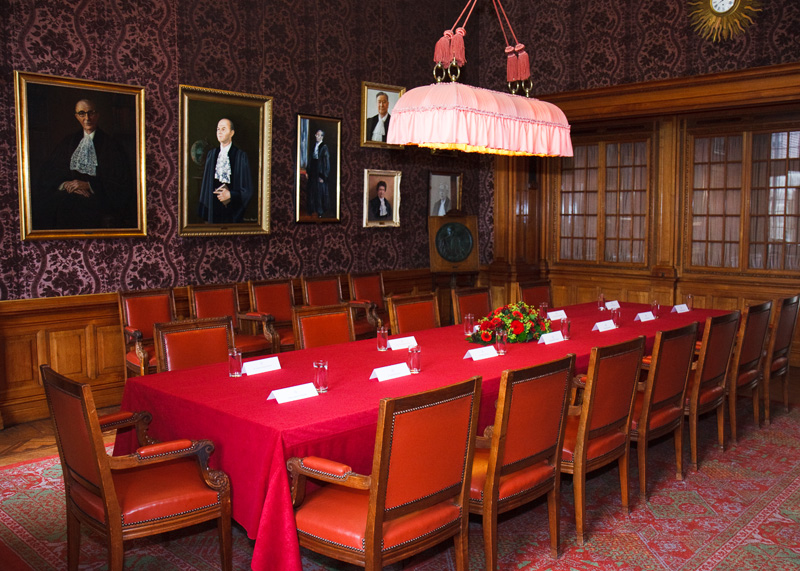
اتاق قرمز، جایی است که در آن رویداد امضای اسناد و احکام مهم دیوان بین‌المللی دادگستری برگزار می‌شود.

### اعاده دادرسی
احکام دیوان قطعی هستند. اما چنانچه کشوری پس از صدور حکم، موضوعی را کشف کند که مؤثر در رأی باشد و در زمان صدور رأی، آن کشور به موضوع مذکور واقف نبوده (مشروط به اینکه این بی‌اطلاعی، به علت اهمال نباشد) می‌تواند ظرف ۶ ماه از تاریخ کشف موضوع تازه، از دیوان تقاضای اعاده دادرسی کند. این شرایط سخت باعث شده که عملاً کمتر موردی پیش بیاید که کشوری تقاضای اعاده دادرسی نماید. به‌طوری‌که تاکنون تنها یک مورد اعاده دادرسی پیش آمده که آن هم مربوط به دعوای فلات قاره تونس علیه لیبی بود.

### بودجه
بودجه دیوان توسط سازمان ملل متحد و از محل حق عضویت اعضا تأمین می‌شود. با این وجود در هر دعوی، هر یک از طرفین موظف است، هزینه‌های دادرسی مربوط به خود را تأمین کند، مگر اینکه دیوان ترتیب دیگری مقرر دارد.